# Enrico Rossi (cyclisme)
Pour les articles homonymes, voir Enrico Rossi et Rossi.
Enrico Rossi (né le 5 mai 1982 à Cesena, en Émilie-Romagne) est un coureur cycliste italien. Il est le beau-frère de Riccardo Riccò.

## Palmarès sur route

### Palmarès amateur
- 2001
  - Trofeo Lindo e Sano
- 2002
  - Trofeo SC Marcallo con Casone
- 2004
  - Freccia del Riso
  - 2e du Gran Premio Sannazzaro
  - 3e de la Targa Libero Ferrario
  - 3e du Circuito Alzanese
- 2005
  - Medaglia d'Oro Città di Monza
  - Circuito Casalnoceto
  - Targa Libero Ferrario
  - Trofeo Mauro Pizzoli
  - Trofeo Caduti Medesi
  - Trofeo Sportivi Magnaghesi
  - 2e de la Coppa Città di Melzo
  - 2e du Circuito Alzanese
  - 2e de la Coppa d'Inverno
- 2006
  - Coppa Caduti Buscatesi
  - Milan-Tortone
  - Circuito Castelnovese
  - Circuito Pievese
  - Circuito Alzanese
  - Trofeo Sportivi Magnaghesi
  - 2e du Gran Premio della Possenta
  - 2e du Circuito Casalnoceto
  - 2e du Circuito Guazzorese
  - 2e de Milan-Rapallo
  - 3e du Gran Premio Somma

### Palmarès professionnel
- 2007
  - 5e étape du Tour de Slovénie
- 2008
  - Mémorial Marco Pantani
  - 3e du Memorial Viviana Manservisi
- 2009
  - 1re étape du Circuit de la Sarthe
  - 2e du Circuit de la Sarthe
  - 2e du Gran Premio dell'Insubria
  - 2e du Tour de Romagne
  - 3e du Trofeo Laigueglia
  - 3e du Grand Prix Bruno Beghelli
  - 8e de Milan-San Remo
- 2010
  - À travers Drenthe
  - 2e du Tour du Frioul
  - 3e du Tour de Cologne
  - 3e du Grand Prix de Denain
  - 3e de la Châteauroux Classic de l'Indre
- 2012
  - 2e et 5e étapes du Tour de Grèce
  - Tour de Slovaquie :
    - Classement général
    - 1re et 4e étapes

  - 2e étape du Tour de Serbie
  - 1rea étape du Tour de Padanie
- 2013
  - 2e du Mémorial Marco Pantani

### Classements mondiaux
| Année                  | 2006 | 2007 | 2008 | 2009 | 2010 | 2011 | 2012 | 2013 | 2014 |
| ---------------------- | ---- | ---- | ---- | ---- | ---- | ---- | ---- | ---- | ---- |
| Calendrier mondial UCI |      |      |      | 120e |      |      |      |      |      |
| UCI Asia Tour          |      | 108e | 130e |      |      |      |      |      |      |
| UCI Europe Tour        | 810e | 282e | 71e  | 24e  | 10e  |      | 85e  | 137e | 365e |

## Palmarès sur piste
- 2003
  - 3e du championnat d'Italie de course aux points
- 2004
  - 3e du championnat d'Italie du keirin